# Bulu Ara
Bulu Ara is een bestuurslaag in het regentschap Aceh Singkil van de provincie Atjeh, Indonesië. Bulu Ara telt 332 inwoners (volkstelling 2010).